# Ageo

Ageo (上尾市 Ageo-shi?) este un municipiu din Japonia, prefectura Saitama.